# Eilpe/Dahl
Eilpe/Dahl ist der südlichste der fünf Stadtbezirke der kreisfreien Großstadt Hagen im südlichen Ruhrgebiet an der Grenze zum Sauerland.
Der Stadtbezirk besitzt eine Fläche von 51,1 km² bei einer Einwohnerzahl von 16.335 Personen (Stand März 2012), was einer Bevölkerungsdichte von etwa 325 Einwohnern je km² entspricht.
Er besteht aus den beiden Ortsteilen Eilpe und Dahl sowie den dazugehörigen und umliegenden Ortschaften wie (nur beispielhaft genannt) Selbecke, Priorei, Rummenohl, Rüggebein oder Ambrock.
Am östlichen Rande verläuft die Bundesautobahn 45, durch das Tal der Volme die B 54 sowie die Volmetalbahn Richtung Brügge/Lüdenscheid mit noch bestehenden Bahnstationen in Eilpe, Dahl und Rummenohl.